# Canal de la Izquierda del Ebro

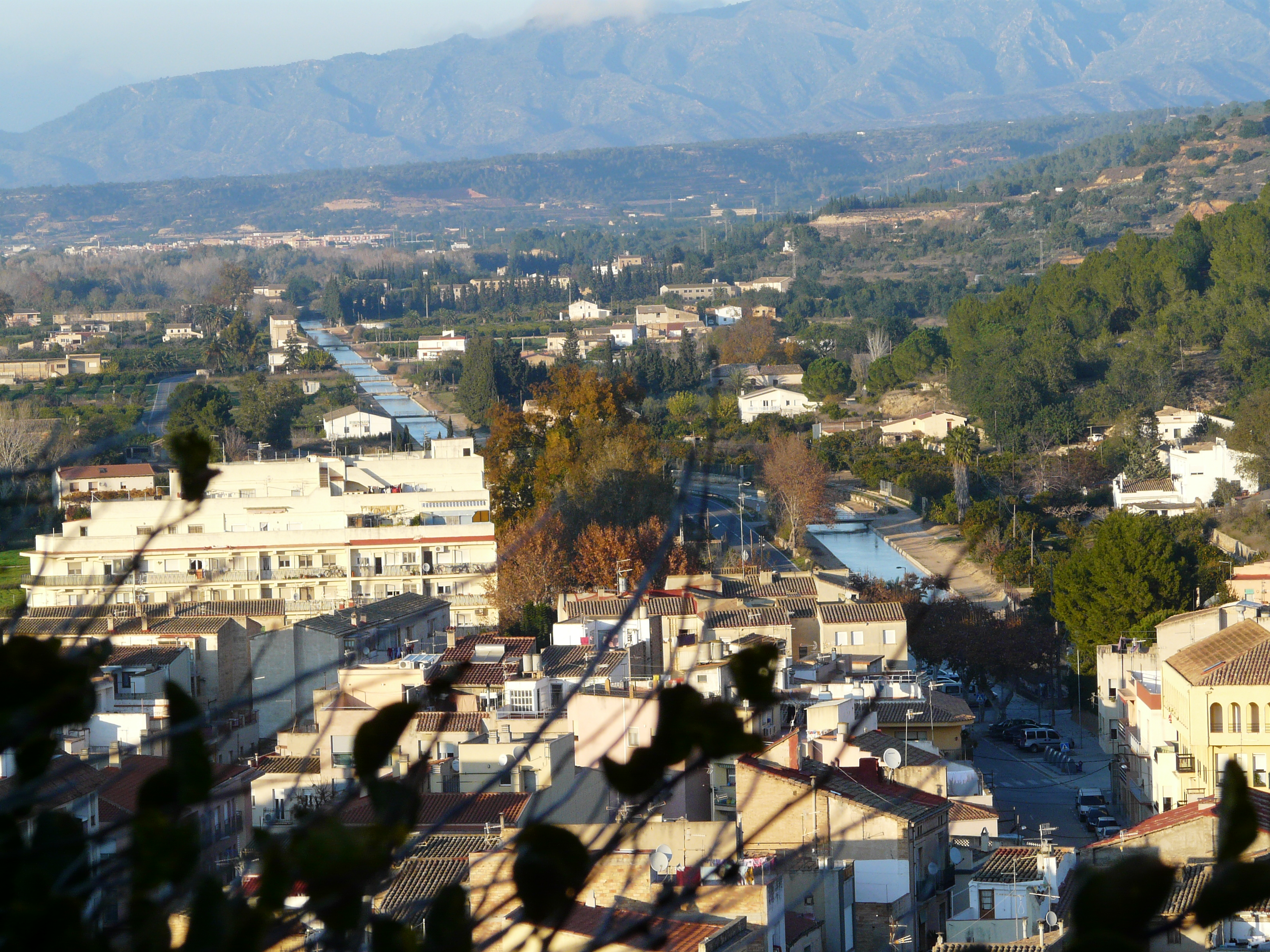
El canal a su paso por Tortosa.

El Canal de la Izquierda del Ebro (en catalán: Canal de l'Esquerra de l'Ebre) es una infraestructura hidráulica destinada al riego que transcurre paralelo al río Ebro, por su margen izquierdo, en la comarca catalana del Bajo Ebro (Tarragona). Fue inaugurado el 5 de mayo de 1912 por el rey Alfonso XIII. A raíz de las obras de excavación, en noviembre de 1910, se descubrió una villa romana en la partida de Barrugat (Bítem, Tortosa).
El canal nace en el azud de Cherta, en la parte de Tivenys y discurre por los municipios de Tortosa, La Aldea y Deltebre y tiene la particularidad que atraviesa la ciudad de Tortosa por debajo de las avanzadas de San Juan y los fortines de Orleans con una longitud de entre 1.800 y 1.900 metros bajo tierra. A su salida sur, junto a la estación del ferrocarril de la ciudad, hay una placa honorífica al ingeniero Rafael Izquierdo y Jáuregui, autor del canal.
La Comunidad de Regantes dispone desde los años 1980 de una sede en el Palacio Montagut de Tortosa.